# Josef Kolbe (Mathematiker)

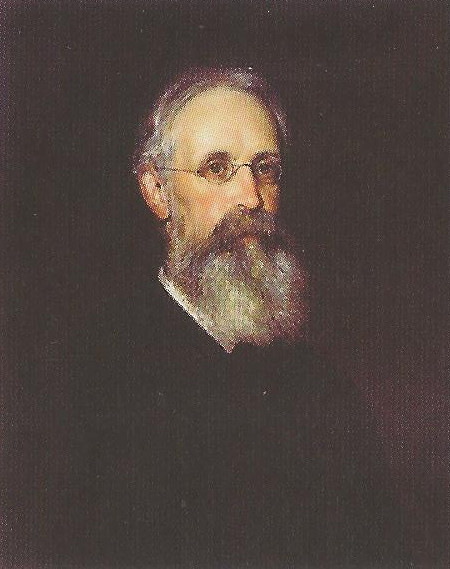
Josef Kolbe, Gemälde von Wenzel Ottokar Noltsch (1893)

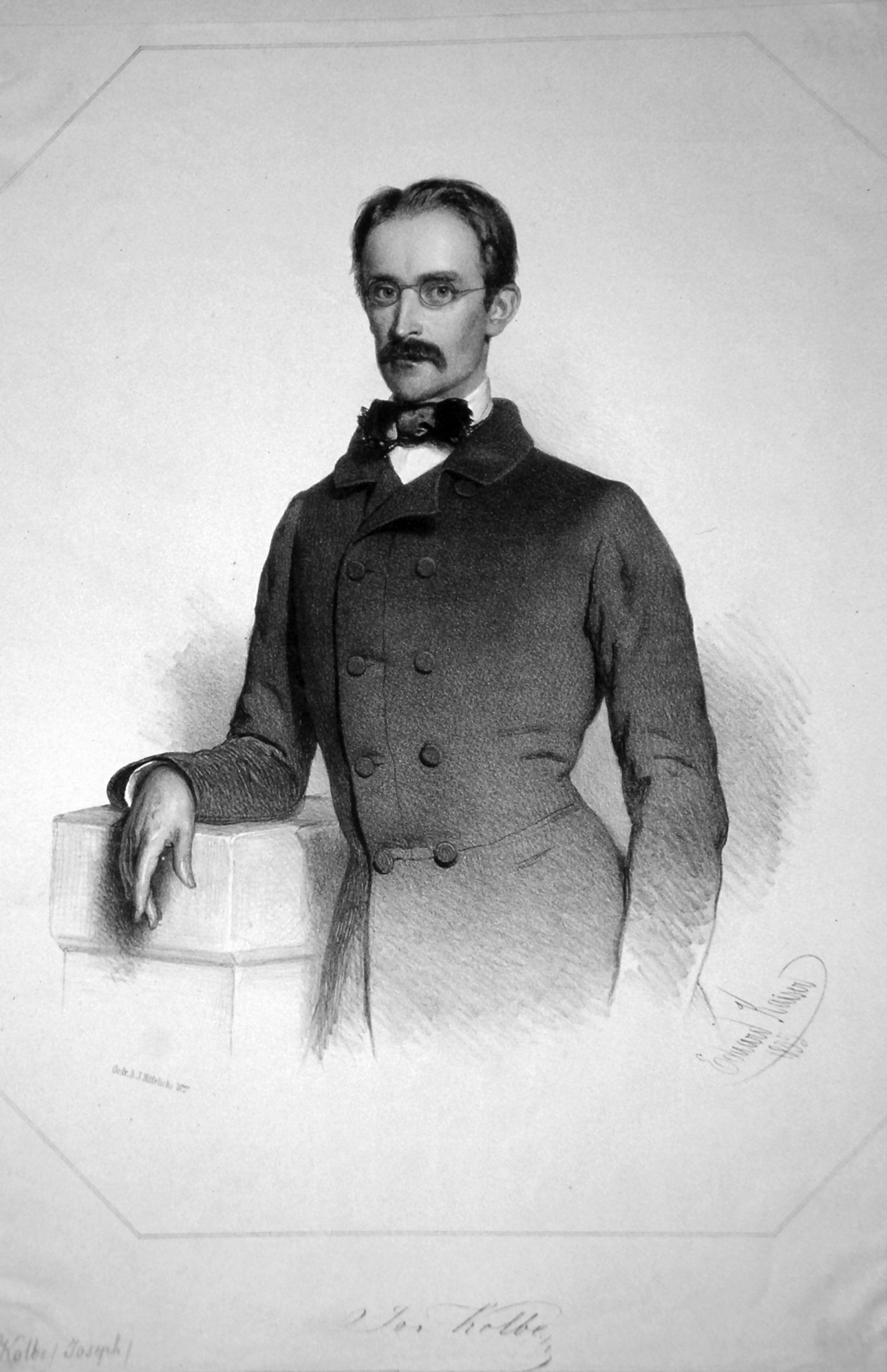
Josef Kolbe, Lithographie von Eduard Kaiser, 1856

Josef Kolbe (* 11. Mai 1825 in Wien; † 27. Februar 1897 ebenda) war ein österreichischer Mathematiker und Hochschullehrer. Er war Rektor des k.k. Polytechnischen Instituts, der heutigen Technischen Universität Wien.

## Leben
Josef Kolbe studierte von 1842 bis 1843 Rechtswissenschaft an der Universität Wien, anschließend von 1844 bis 1847 Mathematik bei Schulz von Straßnitzky am Polytechnischen Institut und bei Josef Maximilian Petzval an der Universität Wien. 1847 wurde er Assistent bei Schulz von Straßnitzky. Von 1850 bis 1853 unterrichtete er Mathematik und Physik am k.k. I. Staatsgymnasium Czernowitz. 1853 wurde Kolbe in Nachfolge von Schulz von Straßnitzky o. Professor am Polytechnischen Institut, wo er von 1868/69 bis 1870/71, von 1873/74 bis 1876/77 und von 1883/84 bis 1894/95 Dekan der Allgemeinen Abteilung war.
Im Studienjahr 1871/72 wurde er zum Rektor des Polytechnischen Instituts gewählt. In seine Amtszeit fiel die Implementierung des Statuts vom 10. April 1872, welches die Lehr- und Lernfreiheit wieder einführte und die Umbenennung des Instituts in Technische Hochschule Wien festlegte.
Ab 1856 war Kolbe Leiter der Realschulprüfungskommission und ab 1870 der Prüfungskommission für das Lehramt aus Turnen an Mittelschulen. Von 1880 bis 1887 war er Mitglied des niederösterreichischen Landesschulrates, 1889 wurde er in den Versicherungsbeirat des k.k. Ministeriums des Inneren berufen. Außerdem arbeitete Kolbe einen Plan für den 1895 an der Technischen Hochschule eröffneten Kurs für Versicherungstechnik aus.
1869 erhielt er wegen seiner Verdienste um Wissenschaft und Lehre das Ehrendoktorat (Dr. phil. h. c.) der Universität Wien verliehen. Der Lehrkanzel für Botanik der Technischen Hochschule schenkte er ein von ihm angelegtes Herbarium. Von 1876 bis 1897 war er Chefredakteur der Zeitschrift für das Realschulwesen, 21 Jahre lang leitete er auch die Zeitschrift für das Hochschulwesen. 1896 ging er an der Technischen Hochschule in den Ruhestand.

## Publikationen
- 1873: Beweis eines Satzes über das Vorkommen komplexer Wurzeln in einer algebraischen Gleichung
- 1884: Die neue Prüfungsvorschrift für das Lehramt an Mittelschulen, Zeitschrift für das Realschulwesen, Jahrgang 9
- 1888: Wichtigkeit und Nutzen der Realschulen, Zeitschrift für das Realschulwesen, Jahrgang 13
- 1896: Bemerkungen über geradlinige Dreiecke, deren Seiten sich zugleich mit dem Flächeninhalt, dem Durchmesser des umschriebenen Kreises und den Durchmessern der die Seiten berührenden Kreise in ganzen Zahlen darstellen, Zeitschrift für das Realschulwesen, Jahrgang 21